# Конструкция паровозов ФД и ИС

## Котёл
На паровозах установлен мощный паровой котёл с большой площадью колосниковой решётки (7,04 м²), что позволяет использовать в качестве топлива угли низкокалорийных сортов. Для подачи топлива установлен механический углеподатчик, также возможно комбинированное отопление (механическое и ручное). На паровозах ФД и ИС впервые в советском паровозостроении начал применяться сварной паровой котёл.

### Топка
На паровозе применена довольно мощная топка с потолком радиального типа (радиус окружности 1062 мм). Ширина топки по нижней части составляет 2200 мм. Как уже упоминалось ранее, отличительной особенностью топки является наличие камеры догорания длиной 1200 мм и которая вдаётся в заднюю часть котла. Основное предназначение этой камеры — добавление объёма топочного пространства, что позволяет более эффективно сжигать топливо (особенно летучих веществ, процент которых в угле может достигать 40 %). Материалом топки является сталь марки Ст2, что по сравнению с медной (применялась на большинстве предыдущих серий паровозов) позволило уменьшить массу, но снизило надёжность, так как сталь, по сравнению с медью, менее устойчива к температурным деформациям. Огненная коробка состоит из 7 листов, 5 из которых большинство имеют толщину 10 мм, исключение составляют ухватный лист, толщиной 13 мм, и лист трубной решётки (14 мм). Кожух в свою очередь состоит из 5 стальных листов толщиной 13—15 мм. Между огненной коробкой и кожухом уложен свод, состоящий из 35 фасонных кирпичей, уложенных в 7 рядов. Суммарная площадь нагрева (водная) поверхностей топки, камеры догорания и кипятильных труб составляет 31,23 м².
Для создания циркуляции воды в котле, в топке впервые в советском паровозостроении были поставлены 4 циркуляционные трубы диаметром 79/89 мм, изготовленные из молибденовой стали (на паровозах выпуска до 1934 года включительно, сталь была углеродистой, а диаметр труб составлял 80/89 мм). На первых паровозах нижние оси (концы) данных труб находились на одной высоте — 490 мм, но начиная с паровозов второго выпуска, нижние концы крайних труб стали располагаться на высоте 606 мм, а средние — 568 мм, что позволило увеличить подсводовое пространство. В нижней части топки расположена колосниковая решётка, состоящая из 32 качающихся плит — колосников, установленных в двух рядах и расположенных поперёк топки. В средней части колосниковой решётки имеется опрокидывающийся клапан, который предназначен для периодической очистки решётки от шлака. Для сбора шлака и золы под топкой установлен специальный бункер — зольник. Шуровочное отверстие (служит для заброса топлива в топку) имеет прямоугольную форму, его размеры — 635 на 650 мм. Из-за больших размеров, вследствие чего конструкция получает большие температурные удлинения, почти половина распорных связей топки (886 из 1812 шт), в том числе и все связи камеры догорания (340 шт), поставлены гибкими по системе Тэта. Каждая из таких связей представляет собой стержень диаметром 20 мм, материал — сталь марки Ст1. С котлом топку соединяют: в нижней части — 20 лапчатых связей (диаметр 35 мм), в верхней — 560 анкерных болтов (диаметр 24 мм), 56 из которых имеют шарнирную конструкцию (диаметр у таких болтов снижен до 20 мм), а в лобовой части — 20 (с 1935 — 18) тяжей (диаметр 38 мм, с 1935 года — 39 мм).

### Цилиндрическая часть
Цилиндрическая часть котла состоит из 4-х барабанов, соединённых внахлёстку по телескопической схеме (первый (передний) барабан, вставлен во второй, второй — в третий и так далее). Первый, второй и четвёртый барабаны изготовлены цилиндрическими, а третий ― полуконическим, так как он является переходным между барабаном передней части котла (диаметр 1875 мм) и более широким барабаном задней части (диаметр 2082 мм), обхватывающим камеру догорания и являющимся продолжением кожуха топки. Толщина стенок барабанов составляет от 19 до 21,5 мм. Между собой барабаны соединяются на заклёпках (диаметр 29 мм) в 2 ряда, а поперечные швы соединяются заклёпками в 4 ряда и дополнительно укрепляются электросваркой и специальными накладками. Передняя трубчатая решётка имеет толщину в 16 мм и крепиться к первому барабану одним рядом заклёпок (диаметр 25 мм). Общая длина цилиндрической части котла (между трубчатыми решётками) составляет 5970 мм.
На первом барабане установлен цельноштампованный (на ФД20-1 — сварной) сухопарник, высота которого составляет 560 мм, а наибольший диаметр — 865 мм (по нижней части, к верху диаметр уменьшается до 840 мм). Толщина стенок колпака составляет 20—22 мм, к барабану он крепится с помощью 2 рядов заклёпок. Основная испаряющая поверхность котла образована дымогарными трубами, длина которых составляет 5,97 м при диаметре 57х51 мм. Их число на паровозах ФД20 и ФД21 отличается, что связано с изменением конструкции пароперегревателя. Так на паровозах ФД20 установлено 44 трубы, а на ФД21 — 98.

### Пароперегреватель
На первых паровозах серии ФД (ФД20) был установлен пароперегреватель системы Элеско тип Е (Elesco Type E, Элеско-Е). Каждый элемент такого преобразователя представлял собой 2 трубы диаметром 23х29 мм, помещённые в дымогарную трубу (последняя при этом называлась уже жаровой, так как являлась одним из элементов пароперегревателя) диаметром 80,5х74 мм (в зоне с пароперегревательными трубками они расширялись до 89х82,5 мм). Всего на паровозах ФД20 было установлено 130 жаровых труб. Одним из недостатков данного пароперегревателя являлась меньшая температура перегретого пара — 337 °C, против 349°, как у пароперегревателя системы Шмидта (паровозы Оп и Оч, С), или 370°, как у пароперегревателя системы Чусова (паровозы Эу и Су), поэтому на поздних паровозах (ФД21) стали устанавливать пароперегреватель типа Л40 системы Чусова. Каждый элемент этого пароперегревателя представлял собой жаровую трубу диаметром 143х152 мм, в которую были помещены 6 трубок диаметром 24х30 мм, то есть пароперегреватель Л40 являлся однооборотным 6-трубным (Элеско-Е был однооборотным 2-трубным). На паровозах ФД21 пароперегреватель состоял из 40 таких жаровых труб. С 1948 года на паровозах ФД20 пароперегреватель Элеско-Е стали заменять на Л40.

### Дымовая коробка
Дымовая коробка паровоза ФД собрана из 2-х листов с подклёпкой третьего. В ней располагается пяти- (паровозы с пароперегревателем Элеско-Е), либо шестиклапанный (паровозы с пароперегревателем Л40) регулятор, поставленный за пароперегревателем, что, создавая постоянное заполнение элементов паром, предупреждает перегревание элементов и даёт возможность машине работать перегретым паром непосредственно вслед за открытием регулятора. Для создания тяги воздуха в топке, в дымовой коробке установлен конус. На паровозах ФД применялся круглый конус постоянного сечения с 4 выхлопными отверстиями и с раздельным выходом пара от каждого цилиндра (по 2 выхлопных отверстия на цилиндр). Это было сделано для того, чтобы выхлопы пара из каждого цилиндра машины не смешивались (выхлопы из цилиндров выходят относительно друг друга с некоторой разницей во времени), что позволяло дополнительно повысить тягу воздуха и тем самым увеличить мощность локомотива. Как видно на рисунке, дымовая труба наполовину утоплена в дымовую коробку. Это связано с тем, что длина трубы была принята равной 1337 мм (необходимо для создания нужной тяги воздуха), но из-за габаритных ограничений по высоте её оказалось невозможным разместить целиком над коробкой.

## Паровая машина
Двигателем паровоза ФД является простая двухцилиндровая паровая машина с диаметром цилиндров 670 мм и ходом поршня 770 мм. Основным отличием данной машины от машин всех ранее выпущенных российских и советских паровозов является применение «ограниченной отсечки», то есть, если у предыдущих советских паровозов величина отсечки могла достигать 75—85 %, то у ФД она составляла не более 60 %. Отсечка уменьшена до 60%,иначе  пришлось бы увеличивать размах золотников, что в свою очередь привело бы к чрезмерному удлинению кулисы и, как следствие, повышению её массы.  Однако так как такая низкая величина заполнения цилиндров существенно осложняет трогание с места (особенно под тяжёлым поездом), по этому в золотниковых втулках были специально предусмотрены, в виде щелей, дополнительные впускные каналы что привело к снижению экономичности машины.

### Цилиндры и поршни
Цилиндры были выполнены блочного типа и отливались (материал — мягкая сталь ЛСт1) в виде полублоков заодно с камерами для золотников и опорами для котла. Оба полублока отливаются по одной модели, то есть взаимозаменяемы. Единый блок эти полублоки соединяются с помощью друг с другом с помощью призонных стальных цементированных болтов с величиной резьбы 1,5” и 1,375”. Полученный блок устанавливается сверху на раму (полотна рамы в этом месте имеют вид консоли) таким образом, чтобы продольные оси цилиндров были расположены горизонтально и по высоте были выше осей движущих колёс на 50 мм (необходимо для вписывания в габарит продувательных клапанов цилиндров). К раме блок цилиндров крепится с помощью клиньев (после окончательной установки их приваривают к цилиндрам) и 12 стальных цементированных призонных болтов с диаметром резьбы 1,375”. Сверху блок имеет седло с цилиндрической поверхностью, на которое опирается дымовая коробка котла (закрепляется на опоре с помощью 58 болтов диаметром 1,125”).
Толщина цилиндрических крышек составляет 22 мм, к блоку каждая из них крепится с помощью 28 шпилек диаметром 1,125”. Длина мёртвого пространства в передней части составляет 15,5 мм, в задней — 15 мм. Выхлопные трубы с внутренним диаметром 275 мм имеют внешнее расположение, что позволило упростить конструкцию полублоков. Поршни, как и на созданных ранее пассажирских паровозах серии М, выполнены без контрштоков, что позволило значительно упростить конструкцию передних цилиндрических крышек, а также снизить силы инерции неуравновешенной массы движущего механизма. Поршни машины выполнены из стали, но нижняя часть укреплена с помощью чугунной накладки. Для увеличения паронепроницаемости, по окружности каждого поршня установлены 2 поршневых кольца системы Штарева. Длина поршня составляет 129 мм, диаметр — 658 мм (по поршневым кольцам — 670 мм). Скалка (шток) поршня имеет длину 1401 мм, при диаметре 120 мм.

## Экипажная часть
Ходовая часть паровоза состоит из главной рамы и двух одноосных тележек (бегунковая и поддерживающая). Главная рама брусковая, собранная из стальных (марки Ст-5) прокатных брусков толщиной 125 мм. В отличие от ранее применявшихся листовых рам, данный тип рамы позволил применить на паровозе блочную конструкцию цилиндров, которые были проще в производстве, и она более жёсткая в горизонтальном направлении, что позволило уменьшить число междурамных скреплений, тем самым упростив её конструкцию. В передней части рамы размещается буферный брус, выполненный в виде массивной отливки и служащий в качестве опоры для бегунковой тележки и для размещения ударно-тяговых приборов (винтовая упряжь и буферы, либо автосцепка СА-3). Также он является передним междурамным скреплением. Следующим междурамным скреплением являются блочные цилиндры, которые скрепляются между собой с рамой локомотива болтами. За пятой движущей колёсной парой основные брусья рамы оканчиваются, их дальнейшим продолжением является хвостовик, собранный из двух прокатных плит толщиной 57 мм. К основной раме хвостовик крепиться с помощью болтов толщиной 33 мм. В задней части хвостовика расположен стяжной ящик, который служит для соединения паровоза с тендером. Также стяжной ящик является задним междурамным скреплением. Помимо этого, боковины рамы соединены ещё несколькими промежуточными скреплениями, одно из которых (которое расположено у первой движущей оси) служит опорой для шкворня бегунковой тележки.
Колёсные пары паровоза выполнены бандажными с толщиной бандажа 75 мм. Первоначально движущие колёсные пары имели спицевые колёсные центры, но с № 2000 их стали выполнять дисковыми, что позволило снизить их вес, а также уменьшить количество свинца в противовесах. Ведущей колёсной парой является третья движущая ось — на неё непосредственно передаётся усилие от паровой машины. Для лучшего вписывания в кривые передняя и задняя тележки (обе были системы Бисселя) имеют возможность отклонения от продольной оси локомотива в пределах ±125 мм (по крайним точкам), разбег первой и пятой движущих осей составляет 25 мм, а третья движущая (ведущая) ось не имеет гребней. Таким образом, жёсткая база паровоза (расстояние между 2-й и 4-й движущими колёсными парами) составляет 3250 мм Также на первой и пятой движущих осях первоначально были установлены возвращающие устройства (позволяли снизить «виляние» локомотива), но № 2500 их перестали устанавливать (из-за них быстро нарастал прокат колёсных пар).
Рессорное подвешивание паровоза одинарное 3-точечное (статически определимое). Первую точку подвешивания образуют рессоры подвешивания бегунковой и двух первых движущих осей, которые соединены между собой продольными и одним поперечным (перед первой движущей колёсной парой) балансирами. Другие две точки образуют рессоры подвешивания правой и левой сторон третьей, четвёртой и пятой движущих колёсных пар и задней поддерживающей оси, соединённые продольными балансирами. Все рессоры размещены над буксами, образуя таким образом верхнее рессорное подвешивание. В подвешивании бегунковой оси применены пружинные рессоры, в подвешивании остальных осей — листовые.

## Тендер
На первом паровозе серии (ФД20-1) тендер был 4-осным (экипажная часть состояла из 2 двухосных тележек) длиной по буферам 10 070 мм. По конструкции он был сходен с большинством тендеров советских паровозов того времени, но благодаря бо́льшим осевым нагрузкам имел бо́льшую грузоподъёмность. Он вмещал 32 м³ воды и 12 т угля (4-осный тендер паровоза Су вмещал 23 м³ воды и 7 т угля). Также на нём впервые в советском паровозостроении был установлен механический углеподатчик (стокер). Так как запасов воды и топлива, перевозимых в 4-осном тендере для нового паровоза было уже недостаточно, то впервые в Советском союзе был создан 6-осный (на 2 трёхосных тележках) тендер, который был прицеплен к паровозу ФД20-2. Этот тендер (он получил обозначение Тип 17) уже вмещал 44 м³ воды и 22 т угля, а его длина составляла 13 090 мм. Впоследствии этот тендер прицепляли и ко всем серийным паровозам серии ФД, а также к паровозам серии ИС. В 1936 году на Ворошиловградском паровозостроительном заводе специально для паровозов серии ИС создали 6-осный тендер новой конструкции, который получил обозначение 6П и в том же году его стали прицеплять к паровозам ИС и ФД. По сравнению с тендером типа 17 он был на 545 мм короче, но при этом была увеличена вместимость его водных баков (до 49 м³). Также у его колёс был уменьшен диаметр (с 1 050 до 900 мм), что в зимнее время приводило к шелушению поверхности катания и к преждевременной обточке колёсных пар.
Для механической подачи угля в топку на тендерах первоначально устанавливали стокер типа ЦЛПБ-1. Данный стокер по конструкции был аналогичен стокерам системы «Стандарт Би-Кэй», которые применялись на американских паровозах (в том числе на паровозах Та и Тб). Стокер размещался внизу угольного ящика и перемещал уголь в топку с помощью винтового конвейера, приводом которого служила тихоходная паровая машина мощностью 20 л. с. Пар на машину поступал от паровоза по гибкому паропроводу. За 1 час стокер мог подать в топку 10—12 т угля. В процессе выпуска данный стокер подвергся небольшим изменениям конструкции, вследствие чего получил новое обозначение — С-1 (система Чусова). Общая масса стокера ЦЛПБ-1 (С-1) составляла около 2 т. В послевоенные годы часть паровозов ФД была подвергнута переделке на нефтяное отопление (паровозы при этом получали обозначение серии ФДн), при этом стокеры с этих паровозов были сняты.